# Одобер, Вильсон
Вильсо́н Серж Эри́к Одобе́р (фр. Wilson Serge Eric Odobert; родился 28 ноября 2004) — французский футболист, вингер английского клуба «Тоттенхэм Хотспур».

## Клубная карьера
Уроженец Мо, Одобер выступал за молодёжные команды клубов «Трильпор» и «Пари Сен-Жермен». В январе 2022 года парижский клуб предложил Вильсону профессиональный контракт, однако игрок отверг это предложение.
15 июля 2022 года Одобер перешёл в клуб «Труа», подписав трёхлетний контракт. 7 августа 2022 года дебютировал за «Труа» в матче французской Лиги 1 против «Монпелье». Три недели спустя, 28 августа, забил свой первый гол за клуб в матче против «Анже».
12 августа 2023 года перешёл в английский клуб «Бернли».
16 августа 2024 года перешёл в «Тоттенхэм Хотспур» за 25 млн фунтов, подписав с лондонским клубом пятилетний контракт.

## Карьера в сборной
Выступал за сборные Франции до 16, до 18, до 19, до 20 лет и до 21 года.

## Достижения
«Тоттенхэм Хотспур»
- Победитель Лиги Европы УЕФА: 2024/25